# Basconcillos del Tozo
Basconcillos del Tozo è un comune spagnolo di 285 abitanti situato nella comunità autonoma di Castiglia e León.

## Località
Il comune, oltre al capoluogo omonimo, comprende le seguenti località:
- Arcellares
- Barrio Panizares
- Fuente Úrbel
- Hoyos del Tozo
- La Piedra
- Prádanos del Tozo
- La Rad
- San Mamés de Abar
- Santa Cruz del Tozo
- Talamillo del Tozo
- Trasahedo